# 백분화
백분화(白賁華, 1179년 ~ 1224년)는 고려 중기 ~ 후기의 문신이자 한시작가다. 자는 무구(無咎). 호는 남양(南陽), 참선거사(參禪居士). 본관은 남포(藍浦)다.

## 생애
청주(淸州) 남포군(藍浦郡) 사람이다. 신라 간관(諫官) 백중학(白仲鶴)의 후손으로 판비서성사(判秘書省事)로 치사(致仕)한 광신의 아들이다.
1198년(신종 원년) 19세에 국자감시(國子監試)와 문과에 잇달아 급제하였다. 1206년(희종 2)에 내시에 임명되고 그 뒤 19년간 일을 바르게 처리하여 이름이 났다. 이때 조계종에서 인재를 뽑는 일을 맡았는데 뽑은 인물로 명승(名僧)이 많았다. 1216년(고종 3)에 거란적(契丹賊)이 침입하여 피해가 많으므로 소복사(蘇復使)가 되어 서해도(西海道, 황해도)에 나가 궁민(窮民)들을 구제하였다. 벼슬이 구복원판관(句覆院判官), 비서교서랑(祕書校書郎), 위위시주부(衛尉寺主簿), 소부시승(少府寺丞)을 거쳐 합문지후(閤門祗候)에 이르렀다. 다시 예부원외랑(禮部員外郎)이 되어 자금어대(紫金魚袋)를 하사받았다. 선주방어부사(宣州防禦副使)에 임명되었으나 병으로 부임하지 못하였다.
1224년(고종 11) 다시 경산부부사(京山府副使, 京山府守)가 되었다가 얼마 안되어 임지에서 병으로 죽었다. 말년에 선학(禪學)을 연구하였다.

## 평가
사람됨이 독실하고 근후하여, 꿋꿋하지만 스스로 높은 체하지 않고, 유순하지만 구차히 순종하지 않으니, 실로 순후 정직한 군자다.

## 가족관계
- 조부 : 백사청(白司淸) 태복경(太僕卿) 증삼중대광(贈三重大匡)
  - 부 : 백광신(白光臣) 판비서성사(判秘書省事) 치사(致仕)
  - 모 : 김씨(金氏) 김명(金明)의 딸
    - 부인 : 임씨(林氏) 상서우복야(尙書右僕射) 판삼사사(判三司事) 임유겸(林惟謙)의 딸
      - 아들 : 희심(希諗) 조계선사(曹溪禪士) 출가(出家)
      - 아들 : 숙명(淑明)

## 저서와 작품
《남양시집(南陽詩集)》이 있다. 현존하는 가장 오래 된 문집의 하나다. 시가 수록되고 끝에 이규보(李圭報)가 지은 묘지(墓誌)가 들어 있다. 출간 연대 미상의 2권 1책 고려판(高麗板)작품집을 조선시대에 복간한 것으로 보이는데, 원판의 마멸이 심해서 글자를 알아볼 수 없는 부분이 많다.
- 차운구지부곡유제(次韻仇知部曲留題)[2]
- 단가(短歌)[3]
- 봉답(奉答)[4]
- 차운제해인사(次韻題海印寺)[5]
- 오선생견화부차운2(吳先生見和復次韻2)